# Olimpiodor el Vell
Olimpiodor (grec antic: Ὀλυμπιόδωρος, llatí: Olympiodorus) fou un filòsof peripatètic grec que va ensenyar a Alexandria, on va tenir com a deixeble a Procle, que va cridar tant l'atenció del mestre que volia que es casés amb la seva filla.
Els seus ensenyaments eren complexos i la seva pronúncia molt ràpida i per això tenia pocs deixebles que el poguessin seguir. En acabar les seves conferències, Procle en feia un resum dirigit als alumnes més lents o que no havien entès bé al mestre. Olimpiodor tenia fama de ser eloqüent i un pensador profund. No se li coneix cap obra escrita. El menciona l'enciclopèdia Suides i Fabricius l'inclou a la Bibliotheca Graeca.